# Langschneider

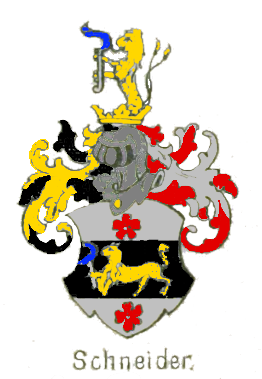
Eingefärbtes Wappen nach nicht-colorierter Vorlage bei Paul Fritsch

Schneider, auch Land(t)schneider, Langschneider, lat. Sartorius, war eine 1464 nach Görlitz eingewanderte Familie, aus der mehrere Bürgermeister bzw. Ratsmitglieder dieser Stadt stammten.

## Verhältnis zum Adelsgeschlecht Schneider
Dass der Bürgermeister Franz Schneider diesem Geschlecht entstammt sein soll, ist auch gemäß der Tatsache, dass seine ihn überlebenden Familienmitglieder ihren Namen Schneider in Schnitter umschrieben, um sich auch von den Langschneiders bzw. Schneiders namentlich abzuheben, ein Missverständnis. Paul Fritsch und Johann Friedrich Fickelscherer sind dieser Ansicht gewesen, ersterer erwähnte ihn aber auch gar nicht erst im Kapitel Schnitter (eigentlicher Name war Schneider) zu Franz Schneiders eigentlicher Familie, was dieses Missverständnis verdeutlicht.

## Mitglieder
- Johann Schneider (auch: Johannes/Hans, Langschneider):[6] Bürgermeister in Görlitz 1476 und 1480. Bewohnte im letzten Viertel des 15. Jahrhunderts die Neißgasse 24 (Ecke Kränzelgasse).[7]
- Valentin Schneider: Bürgermeister in Görlitz (1497, 1501, 1505, 1510 und 1514)

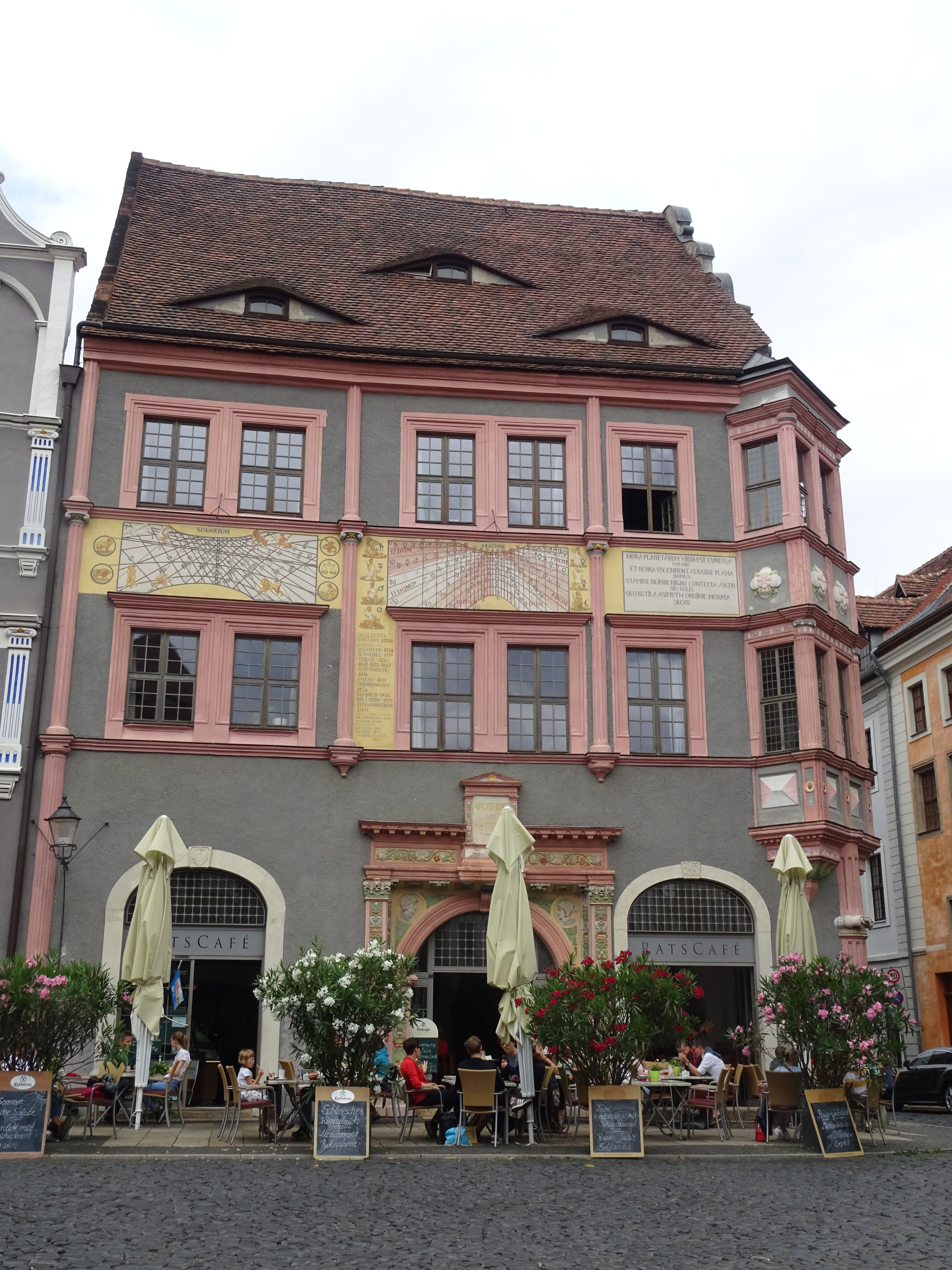
Heutige Ratsapotheke in Görlitz (Ecke Untermarkt/Peterstraße) mit Sonnenuhr und auch (Gottfried) Schneiders Namen abbildendem Wandbild.

- Gottfried Schneider: im Jahr 1719 der Besitzer des Hauses Ecke Untermarkt/Petersgasse (heute Ratsapotheke). Ließ die Sonnenuhr dieses Gebäudes renovieren.
- Paul Schneider († 1545) Konsul in Görlitz und bedeutender Chronist.[8]
- Ludwig Sartorius (* in Görlitz; † 1. April 1536):[9] Sohn des Johann Schneider. Professor der Theologie und Rektor (1507 und 1528) in Leipzig und Domherr zu Meissen. spendete durch sein Testament des Jahres 1516 einen kleinen Teil seines beim Leipziger Rat befindlichen Vermögens „einem Studenten seiner Freundschaft, oder in deren Ermangelung einem Görlitzer Stadtkinde“.

## Wappen
Das in Alte Görlitzer Geschlechter und die Wappen derselben (Paul Fritsch, 1891) abgebildete Wappen wird im gleichen Buch nicht beschrieben. Es ist uncoloriert aber die Farben durch Striche, Punkte bzw. Schraffuren kenntlich gemacht.
Es zeigt im vertikal dreigeteilten Schild im mittleren schwarzen Feld einen goldenen Löwen mit einer Sichel in der vorderen Pfote. Der Stil der Sichel ist silber, die Klinge blau. Im oberen und unteren jeweils silbernen Feld jeweils eine rote Rose mit silbernen Butzen. Aus dem gold bekrönten Helm wächst der Löwe mit Sichel (Helmzier). Helmdecken rechts (heraldisch) schwarz-golden und links rot-silbern.